# Umberto Gama
Umberto da Gama Silva Malcher (Orta Novarese, 12 luglio 1895 – Milano, 30 giugno 1942) è stato un arbitro di calcio italiano.
Apparteneva a una famiglia piuttosto numerosa, come quelle molto comuni nel secolo scorso. Di quattro fratelli conosciuti Giuseppe Gama fu il fratello maggiore (188?), membro della commissione tecnica della nazionale del 1910), poi Giovanni (1889), terzo Achille (1892) ed infine Umberto. Nati tutti in luoghi differenti e solo tre in ambito calcistico.

## Carriera
Prese la tessera nel 1920.
Italo-brasiliano, fratello minore del più noto Achille Gama, arbitrò nel campionato italiano di calcio dal 1920 fino al 1934.